# Цикорій салатний
Цикорій городній, цикорій салатний[джерело?], ендивій (Cichórium endívia) — однорічна або дворічна рослина з родини айстрових. У культурі вирощується кореневий, листовий ендивій і ескаріол. Вони багаті на каротин, аскорбінову, фолієву, пектинову кислоти. Мають підвищений вміст калію і заліза. Містять інулін. Гіркуватий присмак листя обумовлений наявністю глікозиду антибіну, котрий покращує роботу кровоносно-судинної системи людини, органів травлення і особливо печінки й жовчного міхура.
З листя готують салати, гарніри для других страв, використовують їх для сервірування стола.

## Галерея

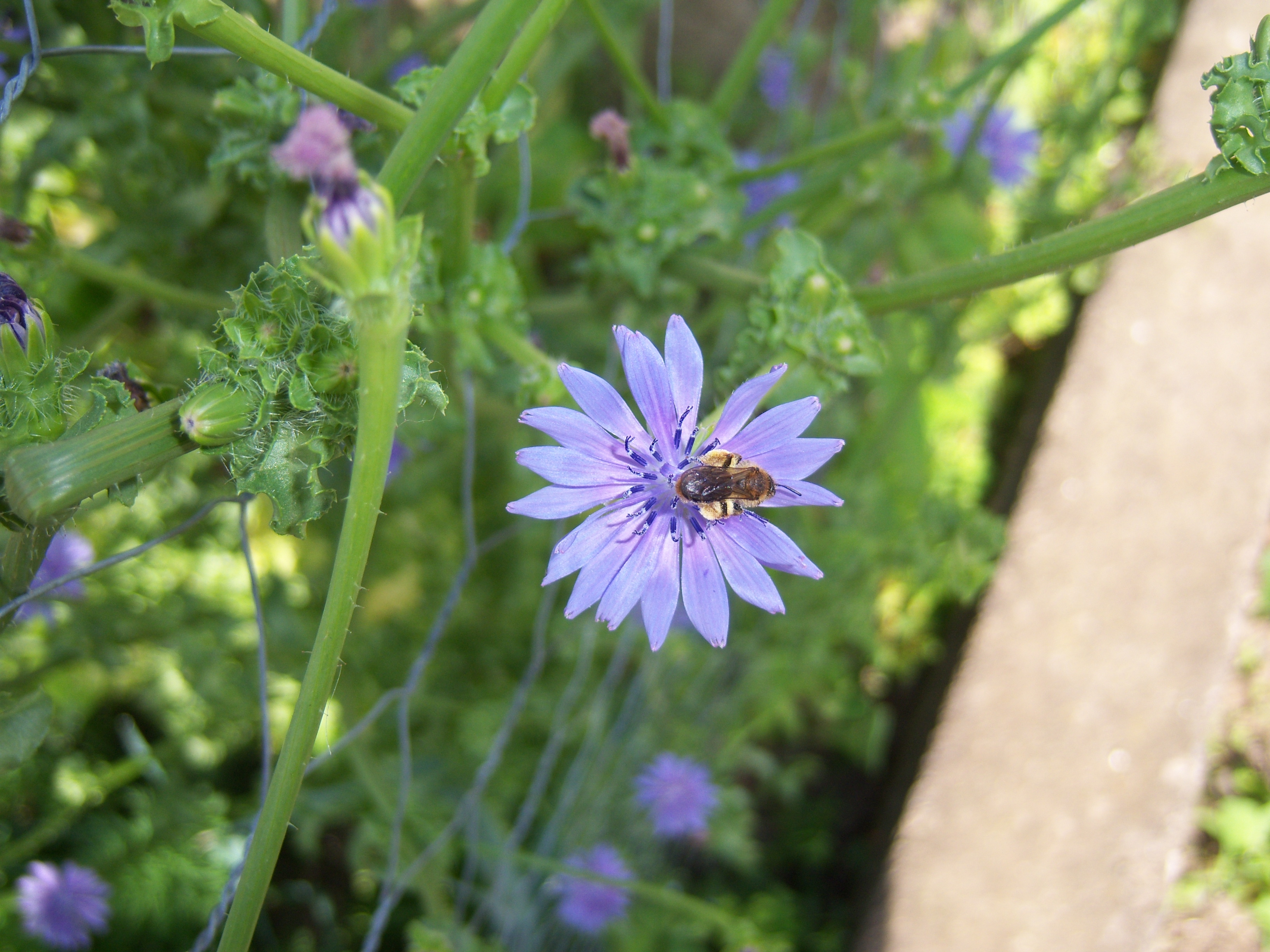
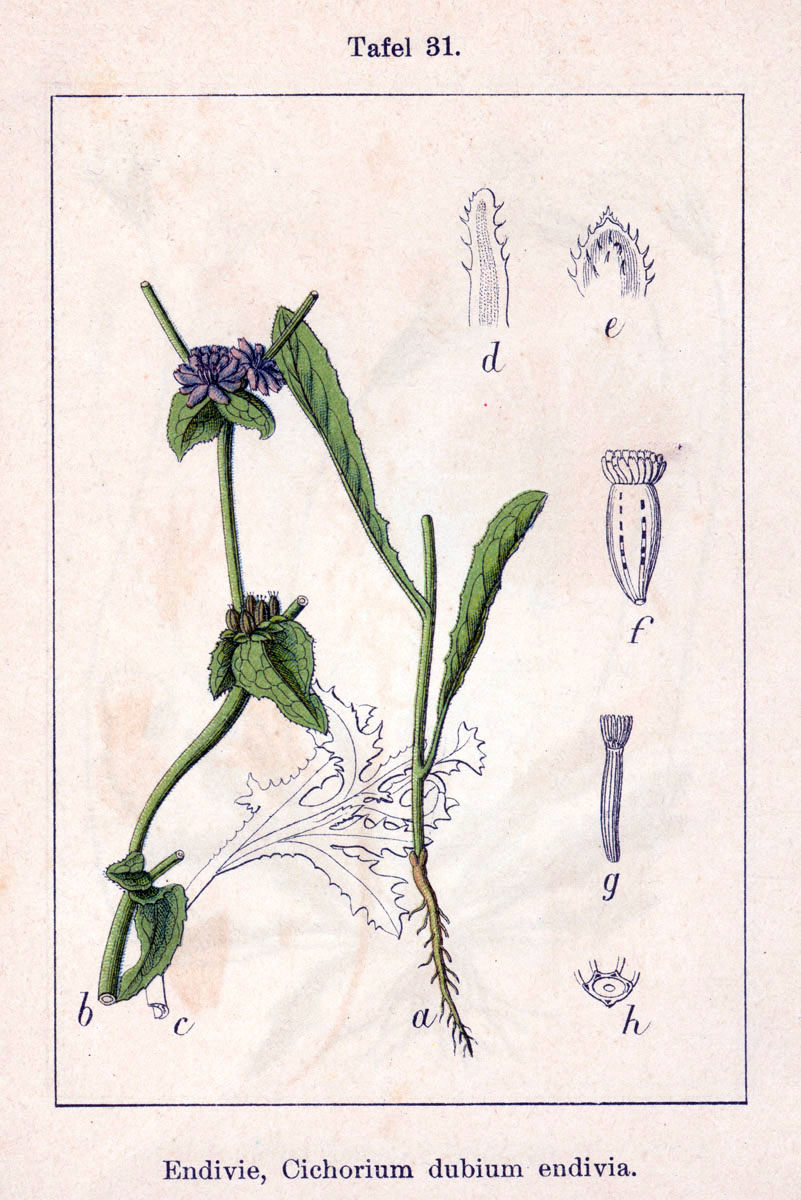

## Вирощування рослини
Вирощується цикорій салатний висівом насіння і розсадою в ранньовесняний та літній періоди з міжряддями 45 см і відстанню між рослинами в ряду 25 — 30 см. Догляд такий же, як і за іншими салатними рослинами. Коріння ендивія використовують для вигонки в теплиці або на підвіконні. Їх висаджують у торф або пухку землю в затіненому місці. При вирощуванні як технічної культури на полях, урожайність коренів сягає до 240 ц/га, найкращі врожаї цикорію у місцях із вологих кліматом на родючих, добре аерованих ґрунтах. Використовуються у харчовій та спиртовій промисловостях.